# Acanthonevroides basalis
Acanthonevroides basalis är en tvåvingeart som först beskrevs av Walker 1853.  Acanthonevroides basalis ingår i släktet Acanthonevroides och familjen borrflugor. Inga underarter finns listade i Catalogue of Life.